# Arno Fritz Günther Buchheim
Arno Fritz Günther Buchheim (1924 - 2007) fue un botánico, y bibliotecario alemán. Desarrolló gran parte de su actividad científica en el Jardín Botánico y Museo de Berlín.
En relación con el famoso "Diccionario de bolsillo de nombres de plantas", Handwörterbuch der Pflanzennamen (ISBN 3-8001-5080-8) de Zander, realizó extensas contribuciones en la 9.ª edición en cooperación con Encke.

## Otras publicaciones
- a.f. günther Buchheim. 1965. "A bibliographical account of L’Héritier’s ‘Stirpes novae’." Huntia 2:29-58

- g.h.m. Lawrence, a.f. günther Buchheim, g.s. Daniels, h. Dolezal. 1968. B-P-H Botanico-periodicum-huntianum. Pittsburgh

- a.f. günther Buchheim. 1979. "A bibliographical account of Icones plantarum sponte nascentium in regnis Daniae et Norvegiae, better known as Flora danica". Huntia 3 (3)

- fritz Encke, a.f. günther Buchheim, siegmund Seybold. 1993. Handwörterbuch der Pflanzennamen. 14.ª ed. de E. Ulmer, 810 pp. ISBN 3800150638

- La abreviatura «Buchheim» se emplea para indicar a Arno Fritz Günther Buchheim como autoridad en la descripción y clasificación científica de los vegetales.[1]